# Judith (álbum)
Judith es el décimo álbum de estudio de la cantante y compositora estadounidense Judy Collins, publicado a mediados de marzo de 1975 por Elektra Records.
Judith estuvo 34 semanas en el Billboard 200 de los Estados Unidos, alcanzando la posición #17. El único sencillo del álbum, «Send In the Clowns», alcanzó el puesto #36 en el Hot 100 de los Billboard y fue nominado en los premios Grammy en la categoría mejor interpretación vocal pop femenina. El álbum fue oficialmente certificado disco de oro por la Recording Industry Association of America (RIAA) el 19 de noviembre de 1975, y fue certificado disco de platino el 20 de marzo de 1996.

## Recepción de la crítica
En una reseña para AllMusic, Mark Deming comentó: “Los puntos altos de Judith son sublimes, pero los puntos bajos son lo suficientemente lamentables como para marcar esto como un punto de inflexión hacia uno de los períodos menos distinguidos de la carrera de [Judy] Collins”.

## Rendimiento comercial
Judith fue publicado el 17 de marzo de 1975 por Elektra Records (como 7E-1032). El álbum estuvo 34 semanas en el Billboard 200 de los Estados Unidos, alcanzando la posición #17. También alcanzó el puesto #7 en el Reino Unido y el #19 en Australia. El álbum fue oficialmente certificado disco de oro por la Recording Industry Association of America (RIAA) el 19 de noviembre de 1975, y fue certificado disco de platino el 20 de marzo de 1996.
«Send In the Clowns», el sencillo principal y único del álbum, alcanzó el puesto #36 en el Hot 100 de los Billboard. También alcanzó las posiciones #6 en el Reino Unido, #13 en Australia, #22 en Nueva Zelanda, #25 en Países Bajos y #52 en Canadá. «Send In the Clowns» fue nominada en la 18.ª edición de los Premios Grammy en la categoría mejor interpretación vocal pop femenina.

## Lista de canciones
| Lado uno |                                |          |  |
| N.º      | Título                         | Duración |  |
| 1.       | «The Moon Is a Harsh Mistress» | 3:06     |  |
| 2.       | «Angel Spread Your Wings»      | 3:12     |  |
| 3.       | «Houses»                       | 4:19     |  |
| 4.       | «The Lovin' of the Game»       | 3:06     |  |
| 5.       | «Song for Duke»                | 3:40     |  |
| 6.       | «Send In the Clowns»           | 4:01     |  |

| Lado dos |                                  |          |  |
| N.º      | Título                           | Duración |  |
| 1.       | «Salt of the Earth»              | 4:02     |  |
| 2.       | «Brother, Can You Spare a Dime?» | 3:18     |  |
| 3.       | «City of New Orleans»            | 4:14     |  |
| 4.       | «I'll Be Seeing You»             | 3:48     |  |
| 5.       | «Pirate Ships»                   | 2:57     |  |
| 6.       | «Born to the Breed»              | 4:50     |  |

## Certificaciones y ventas
| País                  | Certificación | Ventas    |
| --------------------- | ------------- | --------- |
| Estados Unidos (RIAA) | Platino       | 1,000,000 |